# 大杉神社 (ふじみ野市)
大杉神社（おおすぎじんじゃ）は、埼玉県ふじみ野市中福岡にある小さな神社である。1878年（明治11年）に建てられた。本社は茨城県稲敷市にある大杉神社で、祭神は大物主大神である。

## 歴史
新河岸川の舟運に従事した人々が、船の安全を願って明治11年 （1878年） に建立した。以後、川を上り下りする船頭の信仰を集めた。船頭は毎年二人を選んで本社に送り、船中安全のお札をもらう慣わしであった。

## 立地と建造物
神社は新河岸川の西岸に位置し、道ではなく川を向いている。鳥居も川面に向いてうつむくように少し傾いている。かつては新河岸川を通行する人が、船上から神社に賽銭を投げて安全を祈ったという。鳥居には「大杉宮」と記された額がある。
神社が祀られる前から、この場所には船中安全・村中安穏を祈願する人がいた。小さな境内の裏側には、文政9年 （1826年） に建てられた石碑があり、大杉宮、船玉宮、水天宮の三社大明神を鎮座たてまつる旨が記されている。

## 祭礼
祭礼は9月27日。大正時代までは船神楽、芝居が行なわれて賑わった。